# Maria Krysztofiak-Kaszyńska
Maria Krysztofiak-Kaszyńska (ur. 26 kwietnia 1946 w Poznaniu) – polska germanistka i skandynawistyka, profesor zwyczajny UAM, tłumaczka literatury duńskiej i niemieckiej.
Jej mężem był Stefan Kaszyński.

## Kariera naukowa
W 1969 roku ukończyła filologię germańską na Uniwersytecie im. Adama Mickiewicza w Poznaniu. W 1978 roku uzyskuje stopień doktora nauk humanistycznych na podstawie pracy Jednostka i społeczeństwo w powieściach Klausa Rifbjerga na tle powojennej powieści duńskiej. Stopień doktora habilitowanego uzyskuje w 1985 roku na podstawie rozprawy Die Thematisierung der Okkupationszeit im dänischen Gegenwartsroman. W 1991 otrzymała tytuł profesora nadzwyczajnego, a w 1993 belwederskiego. W latach 1997–2009 kierowała Zakładem Teorii Przekładu Literackiego w Instytucie Filologii Germańskiej UAM, a od 2009 Zakładem Przekładu, Kultury i Literatur Skandynawskich w Katedrze Skandynawistyki UAM.

## Dorobek naukowy
Do zainteresowań naukowych Marii Krysztofiak-Kaszyńskiej należą: teoria przekładu literackiego, a także literaturoznawstwo ogólne, porównawcze, germańskie i skandynawskie (zwłaszcza historia literatury duńskiej). Do jej najważniejszych monografii naukowych należą:
- Die Thematisierung der Okkupationszeit im dänischen Gegenwartsroman. Poznań: Wydawnictwo Naukowe UAM, 1985.
- Zarys historii literatury duńskiej. [współautor: Stefan H. Kaszynski]. Poznań: Uniwersytet im. Adama Mickiewicza, 1976.
- Powieść jako diagnoza społeczna: jednostka i społeczeństwo w powieściach duńskiego pisarza Klausa Rifbjerga. Poznań: Wydawnictwo Naukowe UAM, 1981.
- Dzieje literatury duńskiej [współautor: Stefan H. Kaszynski]. Poznań: Uniwersytet im. Adama Mickiewicza, 1985.
- Nordische Tangenten: Überlegungen zur neueren Prosa skandinavischer Autoren (redakcja). Poznań: Wydawnictwo Naukowe UAM, 1986. ISBN
- Przekład literacki we współczesnej translatoryce. Poznań: Wydawnictwo Naukowe UAM, 1996. ISBN 83-232-0786-0
- Przekład literacki a translatologia. Poznań: Wydawnictwo Naukowe UAM, 1999. ISBN 83-232-0977-4
- Przewodnik po literaturach skandynawskich. Poznań: Wydawnictwo Naukowe UAM, 2000. ISBN 83-232-1071-3
- Skandinavien und Mitteleuropa: literarische Wahlverwandtschaften. Wrocław: Oficyna Wydawnicza "Atut" - Wrocławskie Wydawnictwo Oświatowe; Görlitz: Neisse Verlag, 2005. ISBN 83-7432-060-5
- Translatologiczna teoria i pragmatyka przekładu artystycznego. Poznań: Wydawnictwo Naukowe Uniwersytetu im. Adama Mickiewicza, 2011. ISBN 978-83-232-2350-4
- Einführung in die Übersetzungkultur, Frankfurt am Main: Peter Lang Verlag, 2013. ISBN 978-3-631-63823-1

## Przekłady literackie[4]
- Hedin Brú, Honor Biedaka. Poznań: Wydawnictwo Poznańskie, 1971. (przekład wspólnie z Henrykiem Andersem)
- Klaus Rifbjerg, Chroniczna niewinność. Poznań: Wydawnictwo Poznańskie, 1971. (przekład wspólnie ze Stefanem H. Kaszyńskim)
- Knud Vandmose Larsen, Statek w butelce. Gdańsk: Wydawnictwo Morskie, 1971.
- Dorrit Willumsen, Ongiś. Poznań: Wydawnictwo Poznańskie, 1972.
- Ulrik Gräs, Nabrzeże, Gdańsk: Wydawnictwo Morskie, 1973.
- Leif Panduro, Inny świat Daniela. Poznań: Wydawnictwo Poznańskie, 1973.
- Knud Vandmose, Statek dla Nico. Gdańsk: Wydawnictwo Morskie, 1973.
- Ulla Ryum, Nocny ptak; O dniu dzisiejszym. Poznań: Wydawnictwo Poznańskie, 1974.
- Peter Seeberg, Pasterze. Warszawa: Czytelnik, 1975.
- Thøger Birkeland, Kiedy pieje kogut. Warszawa: Nasza Księgarnia, 1976.
- Ole Sarvig, Nie zapomnij: burleska. Poznań: Wydawnictwo Poznańskie, 1977.
- Leif Panduro, Okna. Poznań: Wydawnictwo Poznańskie,1980. ISBN 83-210-0159-9
- Ivan Malinovski, Wiersze. Warszawa: Państwowy Instytut Wydawniczy, 1980. ISBN 83-06-00455-8
- Jacob Holdt, Amerykańskie obrazki. Refleksje z podróży po czarnej Ameryce. Warszawa: Krajowa Agencja Wydawnicza, 1982.
- Klaus Rifbjerg, Miłośnik opery. Warszawa: Czytelnik, 1984. ISBN 83-07-01012-8
- Klaus Rifbjerg, Sobowtór czyli Krótka, żarliwa, lecz całkowicie prawdziwa relacja o życiu Klausa Rifbjerga. Warszawa: Czytelnik, 1985. ISBN 8307006411
- Hans Christian Andersen, Brzydkie kaczątko, Katowice: "Śląsk", 1986. ISBN 83-216-0611-3
- Dorrit Willumsen, Maria. Poznań: Wydawnictwo Poznańskie,1990. ISBN 83-210-0835-6
- Peer Hultberg, Preludia. Poznań: Wydawnictwo Poznańskie, 2002. ISBN 83-7177-174-6
- Fryderyk Schiller, Igraszka losu (2006)

Maria Krysztofiak-Kaszyńska była również jednym z redaktorów wydawanej przez Wydawnictwo Poznańskie Serii Dzieł Pisarzy Skandynawskich i autorką wyboru w antologiach:
- Opowieści znad Sundu: antologia duńskich opowiadań morskich. Gdańsk: Wydawnictwo Morskie, 1974.
- Anegdoty losu: antologia nowel i opowiadań duńskich. (wybór wspólnie ze Stefanem H. Kaszyńskim). Poznań: Wydawnictwo Poznańskie, 1976.
- Buty są ważne: nowele duńskie. (wybór wspólnie ze Stefanem H. Kaszyńskim). Warszawa: "Czytelnik", 1976.